# Helvécios
Os helvécios (em latim: Helvetii) eram os habitantes pertencentes à denominada cultura celta, ocupantes da maior parte do planalto suíço à época de seu contato com Roma no século I a.C. Sua mais ampla descrição que chegou aos dias atuais é a de Júlio César no primeiro livro de seu De Bello Gallico, que descreve a guerra empreendida contra estes enquanto tentavam migrar para o sudoeste da Gália.

## Etimologia
O endônimo Helvetii pode ser derivado da raiz protoindo-europeia *pelh1u- "muitos", céltico elu-, que é visto no galês elw, significando "ganho" ou "lucro", e o prefixo irlandês antigo il-, significando "muitos" ou "múltiplos". A segunda parte do nome foi por vezes interpretada como *etu-, "terreno, campina", assim interpretando o nome tribal como "rico em terras".
O nome da personificação nacional da Suíça, Helvécia, e o nome neolatino do país, Confoederatio Helvetica, são ambos derivados do nome Helvetii e do seu território, Helvécia (em latim: Helvetia).

## Organização Tribal
Das quatro pagi ou sub-tribos helvécias, César nomeia apenas os Verbigenos (Bell. Gall. 1.27) e os Tigurinos (1.12), Posidônio os Tigurinos e os Tōygenoi (Τωυγενοί). O último pode ou não ser idêntico aos Teutões nomeados por Tito Lívio. Escritores antigos normalmente classificam os Teutônicos como "germanos" e os Helvécios como "gauleses", mas essas atribuições étnicas são debatíveis.
De acordo com César, o território abandonado pelos Helvécios comprimia 400 vilas e 12 ópidos (assentamentos fortificados). Sua contagem da população total tomada de registros helvécios capturados escritos em grego é de 263 000 pessoas, incluindo guerreiros, idosos, mulheres e crianças. Entretanto, essa imagem é dispensada como alta demais para estudiosos atuais, já que escritores militares antigos tendem a exagerar grandemente nos contingentes.
Como muitas outras tribos, os Helvécios não possuíam reis à época de seu embate com Roma, ao invés disso parecem ter sido governados por uma classe de nobres (Lat. equites). Quando Orgetórix, um de seus mais proeminentes e ambiciosos nobres, fez planos para se tornar o seu rei, enfrentou a execução por queima quando declarado culpado. César não nomeia explicitamente as autoridades tribais processando o caso e reunindo homens para apreender Orgetorix, mas se refere a eles pelos termos latinos civitas ("estado" ou "tribo") e magistratus ("oficiais").

## História

### Primeiras fontes históricas e assentamentos
O nome dos Helvécios é mencionado pela primeira vez em um graffito em uma embarcação de Mântua (ca. 300 a.C). Na inscrição em letras etruscaslê-se eluveitie, o que foi interpretado como a forma etrusca do céltico (h)elu̯eti̯os (“o Helvécio”), presumidamente referindo-se a um homem de descendência helvécia vivendo em Mântua.
Em sua História Natural (ca. 77 AD), Plínio apresenta um mito fundador para o assentamento celta na Gália Cisalpina, no qual um Helvécio chamado Hélico tem o papel de herói cultural. Hélico trabalhou em Roma como artesão e então retornou para sua casa ao norte dos Alpes com um figo seco, uma uva e um pouco de óleo e vinho, sendo o desejo por esses a causa de seus conterrâneos invadirem o norte da Itália.
O historiador grego Posidônio (ca. 135–50 BC), cujo trabalho está preservado apenas em fragmentos por outros escritores, oferece o mais antigo registro histórico dos Helvécios. Posidônio descreveu os Helvécios do fim do [[Século II a.C.|século II a.C.]] como "ricos em ouro mas pacíficos", sem dar uma indicação clara da localização de seu território. Sua referência ao garimpo de ouro em rios foi tomada como evidência para uma presença anterior dos Helvécios no planalto suiço, com o Rio Emme sendo um dos principais mencionados por Posidônio. Essa interpretação agora é comumente descartada, já que a narrativa de  Posidônio torna mais provável que o país deixado por alguns do Helvécios para se unir aos saques dos Teutões, Cimbros e Ambrones fosse na verdade no sul da Alemanha e não a Suíça.
O geógrafo alexandrino Ptolemeu (ca. 90–168 AD), que nos conta de Ἐλουητίων ἔρημος (i.e. "terras helvécias abandonadas") ao norte do Reno, confirma que os Helvécios originalmente viviam no sul da Alemanha.Tácito sabe que os Helvécios já se estabeleceram entre o Reno, Meno, e a floresta Hercínia. O abandono desse território ao norte é normalmente colocado no fim do século II a.C, em torno da época das primeiras incursões germânicas no mundo romano, quando os Tigurinos e Toygenoi/Toutonoi são mencionados como participantes nos grandes ataques.

### Primeiro contato com os Romanos

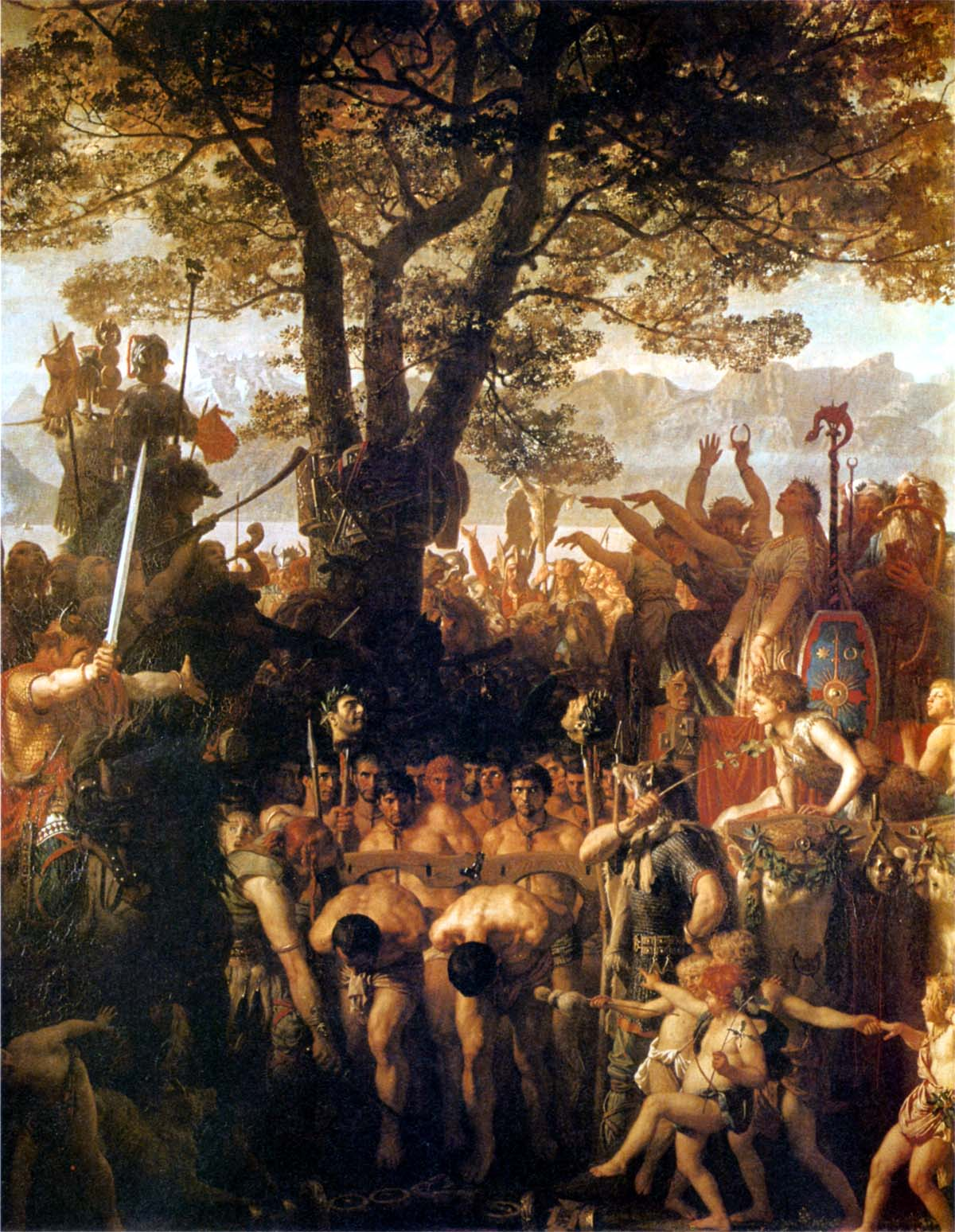
«Die Helvetier zwingen die Römer unter dem Joch hindurch» ("Os Helvécios forçam os Romanos a marchar sob o jugo"). Pintura romântica por Charles Gleyre (séc. XIX) celebrando a vitória Helvécia sobre os romanos em Agedinco sob o comando de Divico

As tribos germânicas dos Cimbros e Ambrones provavelmente alcançaram o sul da Alemanha em torno do ano 111 a.C., onde eles se uniram aos Tigurinos e, provavelmente, Teutoni-Toutonoi-Toygenoi. (A identidade exata desses últimos não é clara.)
As tribos começaram uma invasão conjunta à Gália, incluindo à romana Gália Narbonense, o que levou à vitoria dos Tigurinos sobre um exército romano sob o comando de L. Cássio Longino próximo a Agedinco em 107 a.C., na qual o cônsul foi morto. De acordo com César, os soldados romanos capturados foram ordenados a marchar sob um jugo montado pelos Gauleses triunfantes, uma desonra que pedia por vingança tanto pública quanto privada. César é a única fonte narrativa para este evento, já que os livros correspondentes de Tito Lívio estão preservados apenas nos Periochae, curtas listas resumindo os eventos, nos quais os reféns entregues pelos romanos, porém nenhum jugo, são citados.
Em 105 a.C., os aliados aniquilaram outro exército romano próximo a Aráusio, e seguiram saqueando Espanha, Gália, Nórica e o norte da Itália. Dividiram-se em dois grupos em 103 a.C., com os Teutões e Ambrones marchando por uma rota a oeste através da Gália Narbonense e os Cimbros e Tigurinos cruzando os Alpes pelo leste (provavelmente pelo Passo do Brennero). Enquanto que os Teutões e Ambrones foram exterminados em 102 a.C. por Caio Mário, os Cimbros e os Tigurinos passaram o inverno na Planície do Pó. No ano seguinte, Mário destruiu os Cimbros na batalha de Vercelas. Os Tigurinos, que haviam planejado seguir os Cimbros, retornaram através dos Alpes com seu saque e se juntaram àqueles Helvécios que não haviam participado dos ataques.

### De Bello Gallico
A participação dos Helvécios no De Bello Gallico é por vezes apresentada como a justificativa e pretexto para a conquista da Gália, mas deve-se lembrar também a provável utilização política de seus argumentos, logo talvez a história apresentada por ele não seja diretamente correspondente à realidade.

#### Orgetórix e a preparação para migração
A primeira menção aos Helvécios ocorre já no primeiro parágrafo, onde César afirma que eles excedem todos os outros povos gauleses em valor, por estarem praticamente todos os dias em guerra contra os Germanos, tanto defendendo seu território quanto adentrando em território germano. Devido a sua terra, continua César, compreendida entre os rios Reno (separando seu território do dos povos germânicos) e Ródano (que, em conjunto com o Lago de Genebra separava-os do território romano) e o Jura (separando-os dos Sequanos), ser confinada entre barreiras geográficas e pelos Helvécios serem um povo que ansiava pela guerra, Orgetórix (descrito por César como o mais nobre e mais rico dentre os Helvécios), facilmente convenceu a comunidade a marchar de seu território com toda força, já que, por excederem em valor, facilmente poderiam assegurar a soberania sobre toda a Gália. Começaram então a se esforçar para reunir o máximo que podiam de gado de carga e carro, semear o quanto podiam de milho para ter suprimento suficiente para a marcha e estabelecer paz e amizade com as comunidades mais próximas, no prazo máximo de dois anos, tomando marcha no terceiro, e sendo Orgetórix o responsável por atingir esses objetivos. Orgetórix então convenceu a Cástico, filho de Catamantaledes, dos Sequanos, considerado "amigo do povo Romano", a tomar a coroa de seu povo, que seu pai tivera antes dele; e também a Dumnórix, irmão de Divicíaco, dos Éduos, a quem, além disso, deu a mão de sua própria filha em casamento, para que os três, através do esforço das três tribos mais poderosas e inabaláveis, pudessem juntos conquistar toda a Gália.
Entretanto, informantes revelaram esse complô aos Helvécios que, de acordo com seu costume, convocaram Orgetórix a um julgamento no qual caso você condenado seria queimado vivo. No dia de seu julgamento, Orgetórix reuniu no local todos os seus retentores, chegando a dez mil homens, além de seus clientes e devedores, também em grande número, e através deles escapou do julgamento. Os que seriam seus juízes, entretanto, querendo fazer valer a justiça, começaram a reunir de todas as partes um exército para afrontá-lo, quando chegou a eles a notícia de seu suicídio, do que os Helvécios suspeitaram. Ainda assim, o plano de marchar para além de seu território prosseguiu e, quando julgaram-se preparados para partir, queimaram todas as suas fortalezas (em torno de doze), aldeias (em torno de quatrocentas), todos os outros prédios públicos e todo o milho que não puderam carregar, com o intuito de, ao remover toda e qualquer esperança de retornar para casa, estivessem mais preparados para qualquer perigo de sua jornada. Convenceram então seus vizinhos, os Raurácios, os Tulíngios e os Latobrígios, a adotar o mesmo plano, carregando cada homem provisões para três meses; e se juntaram a esta "aliança" os Boios, que haviam sido habitantes além do Reno, mas que haviam invadido o Reino Nórico e atacado Noreia.

#### Migração
Para executar a marcha, os Helvécios tinham duas opções: um árduo caminho através do território dos Sequanos, uma rota estreita e perigosa no alto do Jura e que poderia levar à derrota todo seu povo contra apenas uns poucos homens; ou um caminho fácil e conveniente, através da província Romana da Gália Narbonense, através da ponte da cidade de Genava, dos Alobroges, recentemente pacificados e ainda não tão bem dispostos em relação aos romanos. Decidiram tomar a segunda opção. Quando César foi informado dessa decisão por parte do Helvécios, rumou rapidamente para as proximidades de Genava e reuniu de toda a província o máximo de tropas possível, além de mandar destruir a ponte. Ao saber de sua vinda, os Helvécios por sua vez enviaram a César seus mais nobres homens para argumentar com ele, com instruções de informar que seu propósito era marchar através da província sem qualquer estrago, já que não possuíam outra rota, e desejavam a autorização para tal. César, entretanto, lembrou dos embates anteriores onde o cônsul Lúcio Cássio fora morto e seu exército obrigado a marchar sob o jugo pelos Helvécios, e decidiu que não haveria permissão, nem que a marcha seria sem estragos. Entretanto, para ganhar tempo de reunir as tropas necessárias para fazer frente aos Helvécios, disse que tomaria tempo para pensar.
Ao fim do tempo de espera, César informou os Helvécios de sua decisão, e deixou claro que impediria qualquer tentativa de passagem a força. Desapontados com essa decisão, eles tentaram atravessar o rio clandestinamente, mas desistiram ante a persistente oposição do exército romano. Restava então a passagem pelo território dos Sequanos, dos quais conseguiram permissão de passagem através de Dumnórix, dos Éduos, que tinha grande respeito entre estes, contanto que fosse feita uma troca de reféns: dos Sequanos para que permitissem a passagem dos Helvécios; dos Helvécios para não destruírem as terras dos Sequanos. Quando soube disso, César marchou em direção a eles, já que acreditava que ter uma tribo bélica e hostil como vizinha seria perigoso para a província. Os Helvécios já haviam então atravessado o território dos Sequanos e estavam agora saqueando os dos Éduos, como parte da promessa a Dumnórix de conceder-lhe a coroa de seu povo. Os Éduos, entretanto, pediram socorro à César, assim como os Alobroges, o que levou César a decidir que não deveria esperar até que os Helvécios invadissem o território dos santões para tomar ação.

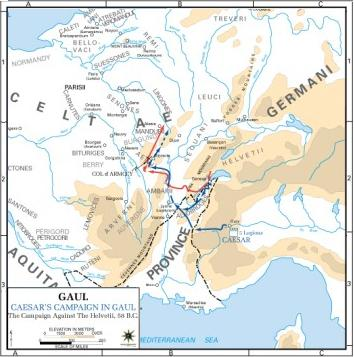
Movimentação das tropas de romanas e helvécias, de acordo com o De Bello Gallico, a seta vermelha representando os Helvécios e a azul os Romanos

#### Batalhas
Quando César foi informado que a três quartos das forças helvécias haviam cruzado o rio Saône, e que um quarto havia permanecido do outro lado, ele marchou com seu exército em direção a essa divisão que não havia atravessado, sendo esses os Tigurinos, um dos quatro cantões da Helvécia e os responsáveis pela morte de Lúcio Cássio. Atacando-os inesperadamente quando estes estavam pesadamente carregados, conseguiu matar uma grande quantidade deles, sendo que os remanescente fugiram e se esconderam nas florestas mais próximas. César então ordenou a construção de uma ponte e atravessou o Saône, o que de certa forma assustou os Helvécios, que demoraram vinte dias para atravessá-lo enquanto César tomara apenas um. Mandaram então os Helvécios outra comitiva para César, liderada por Divico, que havia sido o comandante na campanha contra Cássio, com a seguinte prerrogativa: se o povo Romano fizesse paz com os Helvécios, estes iriam se dirigir e habitar onde quer que César determinasse e desejasse; do contrário, se continuasse a levar a guerra contra eles, deveria se lembrar do desastre anterior dos Romanos e do antigo valor dos Helvécios. César respondeu dizendo lembrar-se bem dos fatos mencionados, e até disposto a esquecer estes e os mais recentes feitos aos amigos dos Romanos, caso os Helvécios fornecessem reféns aos Romanos para provar sua boa intenção, além de satisfações aos Éduos e Alobroges. Divico replicou que era do costume e prática ancestral dos Helvécios receber, e não fornecer, reféns, e que os Romanos eram testemunhas disso, e partiu.
No dia seguinte os Helvécios levantaram acampamento, e César os seguiu, enviando cerca de quatro mil homens, toda sua cavalaria, para observar a direção em que marchava o inimigo. Entretanto, o ânimo da cavalaria a levou ao combate com a cavalaria helvécia em um terreno desfavorável, onde César afirma que "alguns" dos romanos padeceram. Os Helvécios, entusiasmados pela vitória de quinhentos dos seus contra tão grande número dos romanos, tomaram uma posição mais audaz, e a sua retaguarda passou a provocar os Romanos à luta. Após alguns dias, César tenta uma aproximação e conquista ao acampamento Helvécio, após Públio Consídio ter confirmado o fato por ter visto as armas e insígnias gaulesas. Entretanto, já ao fim do dia César descobre através de seus batedores que o acampamento estava sob o domínio de seu exército, que os Helvécios haviam há muito mudado de acampamento, e que fora o medo que fizera Consídio ver o que não existia. No dia seguinte, como César resolvera mudar seu curso para abastecer-se de milho na cidade édua de Bibracte, os Helvécios mudaram também seu curso e passaram a perseguir a retaguarda de César.
Ao saber disso, César ordenou que as tropas se ordenassem para a batalha, assim como os Helvécios o fizeram (Batalha de Bibracte). A batalha prosseguiu, com César destacando o ímpeto, resistência e insistência dos Helvécios mesmo ante a derrota iminente. Da batalha, com vitória romana, sobreviveram cerca de cento e trinta mil do lado dos Helvécios, que marcharam dia e noite durante três dias, até que chegaram à fronteira do território dos Língones, que, instruídos por César, não deveriam fornecer apoio.

#### Após Bibracte
Derrotados e sem provisões, uma nova comitiva fora enviada pelos Helvécios à César, para tratar de seu rendimento. César ordenou que esperassem sua chegada, e eles o fizeram. Ao chegar, ordenou que entregassem reféns e suas armas, além do retorno dos escravos que haviam fugido, processo que durou até o anoitecer. Provavelmente em pânico por acreditarem que seriam mortos após entregarem suas armas, cerca de seis mil homens do cantão de Verbigeni fugiram do acampamento. Assim que descobriu  a fuga, César ordenou a apreensão dos mesmo pelo povo da região, se não quisessem ser tratados como cúmplices. Quando os fugitivos foram trazidos de volta, César os tratou como inimigos, enquanto aos outros, tendo estes entregado reféns, armas e desertores, permitiu que se rendessem. Ordenou aos Helvécios, Tulíngios e Latobrígios que retornassem aos seus territórios de origem, e que reconstruíssem com suas próprias mãos as cidades e aldeias que haviam queimado, pois não deseja que a região ficasse desocupada, já que a região poderia tentar os Germanos a atravessar o Reno assim se tornarem vizinhos de Roma, e aos Boios que se estabelecessem nas terras do Éduos, a pedido destes, por serem conhecidos por notável coragem.
No acampamento foram encontradas e trazidas a César escritos em grego que detalhavam o número deles que haviam saído de suas terras, que poderiam portar armar, e também crianças, velhos e mulheres. No total, contavam-se 263 000 Helvécios, 36 000 Tulíngios, 14 000 Latobrígios, 23 000 Raurácios e 32 000 dos Boios, formando um total de aproximadamente 368 000, dos quais 92 000 ostentavam armas e estavam aptos a lutar. Dos que retornaram às suas casas, um censo feito de acordo com o comando de César contou 110 000.
Após isso, os Helvécios só são citados novamente em referências geográficas a seu território e em 52 a.C., onde 8 000 helvécios se juntaram às forças de Vercingetórix em sua tentativa de libertar a Gália dos romanos.

### Os Helvécios como súditos Romanos
Os Helvécios e os Raurácios muito provavelmente perderam seu estatuto de federados apenas seis anos após a batalha de Alésia, quando se aliaram a Vercingetórix em 52 a.C. com 8 000 e 2 000 homens, respectivamente. Em algum momento entre 50 e 45 a.C., os Romanos fundam a Colônia Júlia Equestre no local do assentamento helvécio de Novioduno (Nyon moderna), e por volta de 44 a.C. a Colônia Ráurica no território Raurácio. Essas colônias provavelmente foram estabelecidas como método de controle das duas mais importantes rotas de acesso militar entre o território Helvécio e o resto da Gália, bloqueando a passagem através do vale do Ródano e Sundgau.

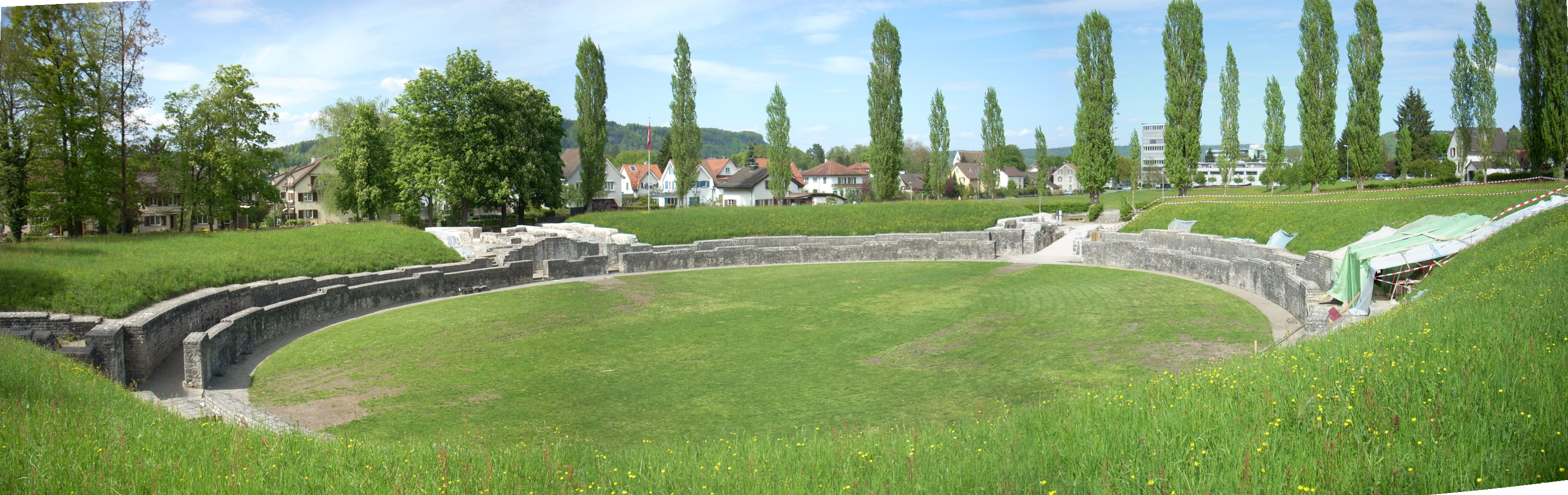
Ruínas do anfiteatro romano de Vindonissa

No decorrer do reinado de Augusto, a dominação romana tornou-se mais concreta. Alguns dos ópidos celtas tradicionais passaram a ser utilizados como guarnições legionárias, como Vindonissa ou Basileia (Basel moderna); outros foram realocados, como o castro em Bois de Châtel, cujos habitantes fundaram a nova "capital" das cividades na próxima Avêntico. Primeiramente incorporados à província romana da Gália Bélgica, posteriormente à Germânia Superior e finalmente na província de Máxima Sequânia de Diocleciano, os antigos territórios Helvécios e seus habitantes foram completamente romanizados, assim como o resto da Gália.

### A insurreição de 68/69 d.C.
O que aparenta ser a última ação dos Helvécios como uma entidade tribal ocorreu pouco após a morte do imperador Nero em 68 d.C. Como outras tribos gaulesas, os Helvécios organizavam-se como cividade; ainda mantinham sua divisão tradicional em quatro pagos e desfrutavam de certa autonomia interna, como a defesa de certas fortalezas por suas próprias tropas. Na guerra civil que seguiu à morte de Nero, o Estado dos Helvécios (civitas Helvetiorum) apoiou Galba; ignorantes de sua morte, eles recusaram a autoridade de seu rival, Vitélio. A Legio XXI Rapax, estacionada em Vindonissa e apoiando Vitélio, roubou o pagamento de uma guarnição helvécia, o que levou os Helvécios a interceptar mensageiros de Vitélio e deter um destacamento romano. Aulo Cecina Alieno, que antes apoiara Galba que agora comandava uma invasão de Vitélio à Itália, lançou uma pesada campanha punitiva, derrotando os Helvécios sob seu comandante Cláudio Severo e encaminhando o que restou de suas forças ao Monte Vocécio, assassinando e escravizando milhares. A capital, Avêntico, se rendeu, e Júlio Alpino, chefe do que agora era considerada uma insurreição helvécia, foi executado. Apesar dos extensivos prejuízos e devastações que as cividades já haviam sofrido, de acordo com Tácito os Helvécios só foram salvos da aniquilação total devido às súplicas de um Cláudio Cosso, um emissário helvécio a Vitélio, e, como Tácito coloca, “de conhecida eloquência”.